# Università tecnica della Danimarca
L'Università tecnica della Danimarca (in danese Danmarks Tekniske Universitet, DTU) è un'università sita in Kongens Lyngby, appena a nord di Copenaghen, in Danimarca.
È stata fondata nel 1829 dall'iniziativa di Hans Christian Ørsted come primo politecnico in Danimarca, oggi si trova tra le più importanti istituzioni ingegneristiche europee ed è la migliore università ingegneristica del Nord Europa.

## Storia
La DTU è stata fondata come "Collegio di tecnologia avanzata" (in danese: Den Polytekniske Læreanstalt) con il fisico Hans Christian Ørsted, poi professore all'Università di Copenaghen, come una delle forze trainanti. L'ispirazione fu data dall'École Polytechnique di Parigi che Ørsted aveva visitato come giovane scienziato. La nuova istituzione fu inaugurata il 5 Novembre 1829 con Ørsted come Rettore, una posizione che egli avrebbe mantenuto fino al 1851.